# Hostovice
Hostovice est un village de Slovaquie situé dans le district de Snina, région de Prešov en Slovaquie.

## Géographie

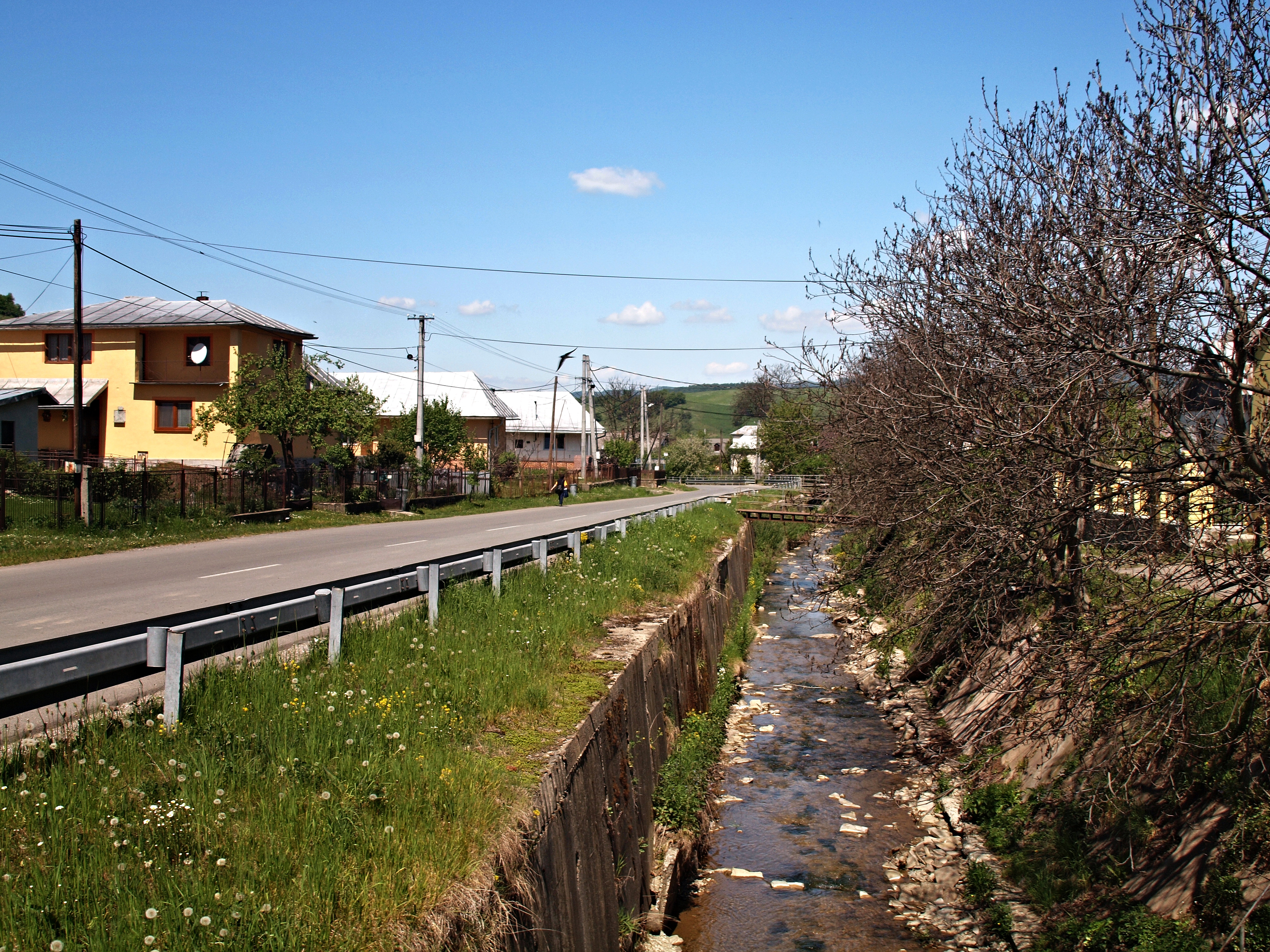
Le centre du village

Hostovice est située au nord-est de la Slovaquie, aux confins du pays avec la Pologne, dans les basses montagnes Beskides.
Le nord-est de son territoire fait partie du Parc national des Poloniny (Národný Park Poloniny) qui couvre la grande partie orientale du district de Snina et est limitrophe avec la Pologne.
Le village a une superficie de 2 904,3 ha. Son centre se situe à 380 m d'altitude, au fond de la vallée du ruisseau Beskid Hostovickon, affluent gauche de la rivière Udavy. Kyslovec et Pol'ana sont les noms des parties ou des zones environnantes.

### Habitat
Hostovice est bâti au fond d'un vallon parcouru par le petit ruisseau Hostovica qui est canalisé dans sa traversée du village. Les habitations sont alignées de part et d'autre des routes, la principale étant la route 567.
Le village est dominé de collines verdoyantes, d'altitude moyenne (400 mètres.
Le village est principalement Rusyn (le rusyn/ruthène carpatique (ou ruthène occidental), « Lemko ».

### Accès
Bien que son territoire soit limitrophe avec la Pologne, il n'existe pas d'accès routier direct avec ce pays.
Hostovice est traversé par la route 567 qui le relie à Nižná Jablonka et à Čukalovce ses voisins les plus directs par la route.

## Histoire
La première mention écrite du village remonte à 1354. À cette époque, le village appartenait à des propriétaires de Humenné. Aux XVIIIe et XIXe siècles, il devient la propriété de la famille Csaky, et à la fin du XIXe siècle, à la famille Ocskay.
En 1720 il y avait un moulin à eau. En 1787 il comptait 95 maisons et 706 habitants, et en 1828, 81 maisons et 603 habitants. Les gens étaient des bûcherons, charbonniers, agriculteurs et éleveurs de bétail.
Le village est détruit durant la Première Guerre mondiale. Après la guerre, les habitants vivaient toujours de l'agriculture, mais aussi de la culture du lin et de l'ébénisterie.
Depuis, la campagne s'est désertifiée, les jeunes sont partis travailler à Košice, Snina et Humenné.

## Démographie

### Évolution de la population
| Année:               | 1994. | 2004.    | 2014.    | 2024.    |
| -------------------- | ----- | -------- | -------- | -------- |
| Nombre de personnes: | 388   | 349      | 290      | 235      |
| Différence:          |       | -10,05 % | -16,90 % | -18,96 % |

| Année:               | 2023. | 2024.   |
| -------------------- | ----- | ------- |
| Nombre de personnes: | 237   | 235     |
| Différence:          |       | -0,84 % |

## Lieux et monuments

### Patrimoine naturel
- Parc national des Poloniny.

### Architecture sacrée

#### Pravoslávna cirkevná obec Hostovice

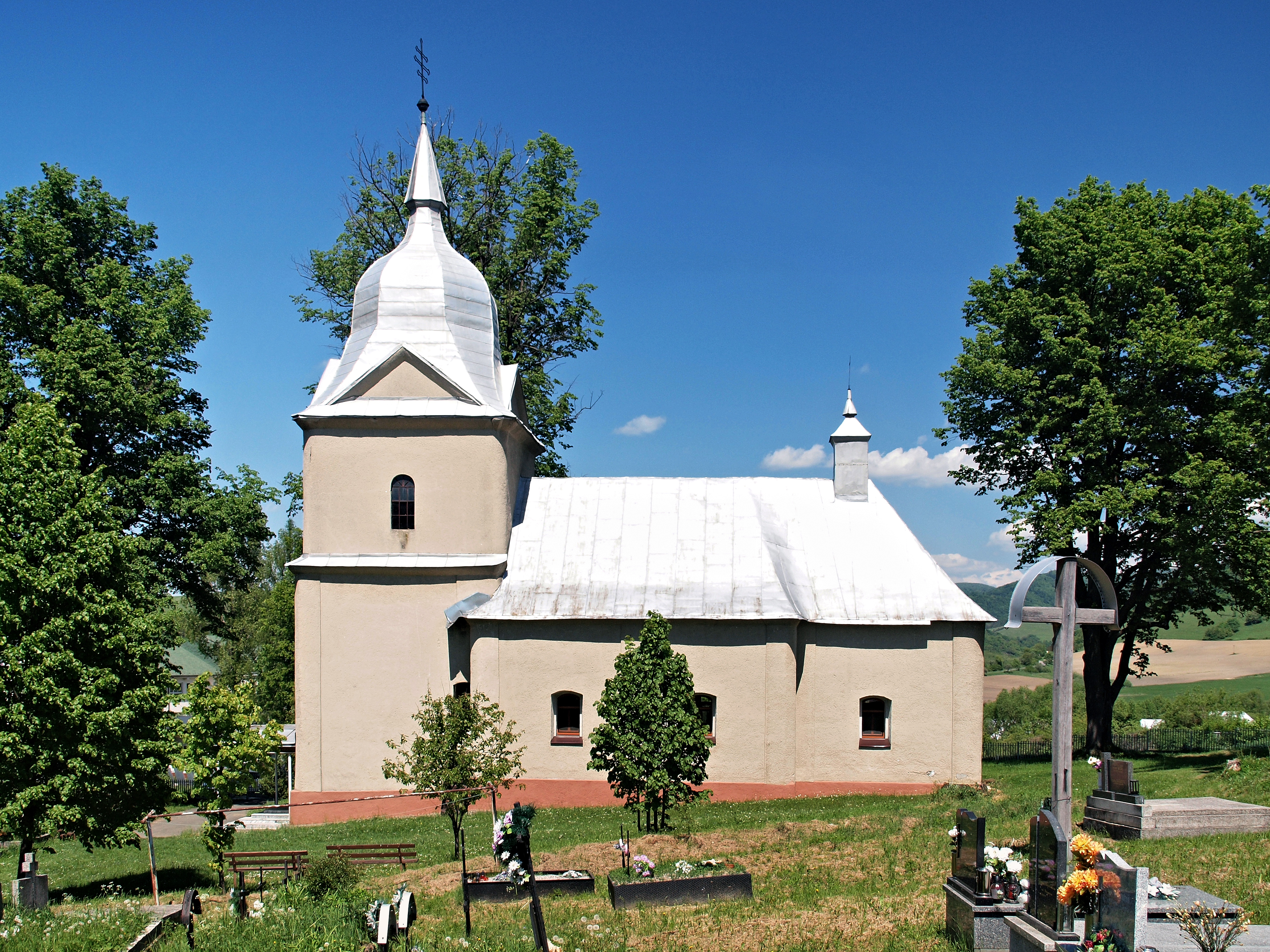
Église greco-catholique

Église paroissiale orthodoxe à ses origines, puis « uniatskym » au milieu du XVIIe siècle, elle est devenue gréco-catholique en 1764 (Gréckokatolícky chrám postavený v barokovo - klasickom slohu je z roku 1764). Elle est située au milieu du cimetière, au sommet d'une colline dominant le village.

#### Pravoslávny chrám Pokrova Presvätej Bohorodičky

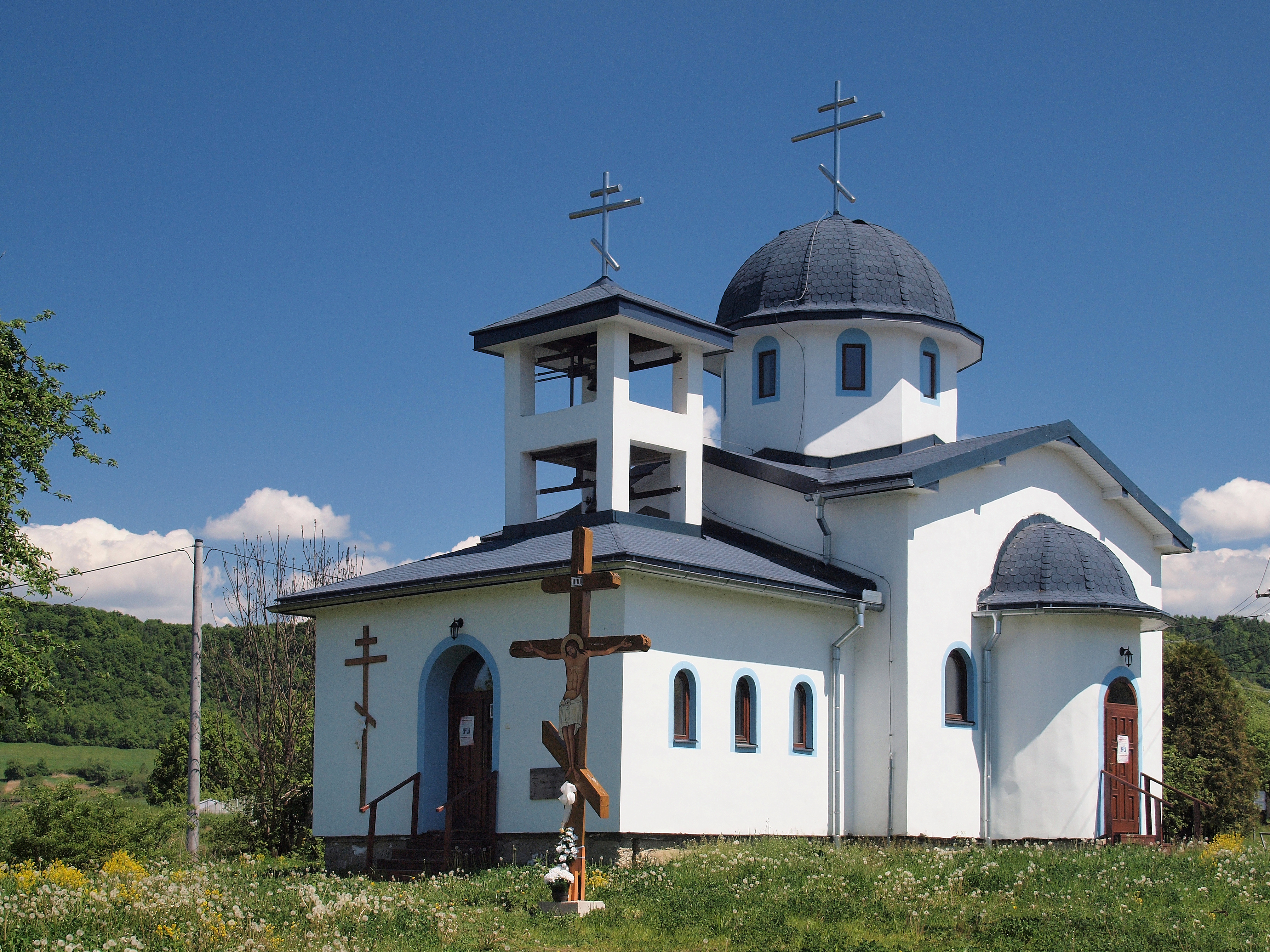
Église orthodoxe

Cette nouvelle cathédrale orthodoxe a été construite au début du présent siècle. Elle a été consacrée par l'archevêque John le 26 octobre 2008. Elle remplace l'ancienne église devenue greco-catholique en 1764.

## Annexe